# Верхняя Седка
Верхняя Седка (коми ) — упразднённый в 2015 году посёлок в Прилузском районе Республики Коми Российской Федерации. Входил на год упразднения в состав сельского поселения Ношуль.

## География
Урочище находится в юго-западной части республики, в подзоне средней тайги, в пределах Вычегодской равнины, в истоках реки Седка.

### Климат
Климат характеризуется как умеренно континентальный, с продолжительной суровой многоснежной зимой и коротким прохладным летом. Средняя температура воздуха самого холодного месяца (января) составляет −17 °C (абсолютный минимум — −50 °С); самого тёплого месяца (июля) — 15 °C (абсолютный максимум — 35 °С). Годовое количество атмосферных осадков — 700 мм..

## История
В 1949 году в Чернышском сельсовете, на берегу реки Седка, в квартале 236 началась разработка участка под лесосечный фонд.
31 мая 1960 года посёлок был причислен к Ношульскому сельсовету, а в 1965 году переименован в Верхнюю Седку.
В 2007 году посёлок был признан закрывающимся; всем жителям были предоставлены субсидии на строительство или приобретение жилья. В 2008 году началась работа по ликвидации посёлка: закрыты Верхнеседкинская начальная школа и фельдшерско-акушерский пункт, произведены демонтажи линий электропередачи и оборудования для таксофона.
К 2015 году посёлок был официально упразднён.

## Население
| 1989 | 2002 | 2010 |
| ---- | ---- | ---- |
| 102  | ↘96  | ↘0   |

### Национальный состав
Согласно результатам переписи 2002 года, в национальной структуре населения русские составляли 73 %, коми 18 %, украинцы 8 % из 96 чел.

## Инфраструктура
Действовала школа, ФАП.
Основой экономики было лесное хозяйство.